# Scoudouc
Ne doit pas être confondu avec Chemin Scoudouc.
Scoudouc est un village du comté de Westmorland, au sud-est de la province canadienne du Nouveau-Brunswick. Dans le cadre de la réforme de la gouvernance locale du 1er janvier 2023, le territoire du DSL a été réparti entre la cité de Dieppe et la ville de Shédiac.

## Toponymie
Le village est nommé ainsi d'après sa position sur la rivière Scoudouc, dont le nom dérive du micmac Omskoodook, dont la signification est inconnue. Les missionnaires catholiques utilisaient les variantes Squédouc, Schoudouc ou Squidouc. Le village était aussi connu sous le nom de Dorchester Crossing. Jusqu'en 1932, l'orthographe utilisée 
officiellement était Scadouc. Elle fut alors changée, à la demande de la population, en Scoudouc, une orthographe plus française.

## Géographie

### Généralités
Scoudouc est situé dans la plaine au bord de la rivière Scoudouc, à 5 kilomètres au sud de Shédiac et à 15 kilomètres à l'est de Moncton. Le village a une superficie de 62,26 km2.
Scoudouc comporte un principal quartier, situé le long de la route 132. À l'extrémité sud, toujours le long de cette route, s'élève Meadow Brook. Le village comprend également le hameau de Malakoff, situé au sud-est, près de Meadow Brook, ainsi qu'un parc industriel situé près du centre du village.
Le principal cours d'eau est la rivière Memramcook, qui serpente au sud du territoire. Son principal affluent local est le ruisseau Meadow (prairie en anglais), qui a donné son nom au quartier de Meadow Brook. La rivière Scoudouc arrose également le village du sud vers le nord. Son bassin compte de nombreux ruisseaux et un lac.
Scoudouc est généralement considéré comme faisant partie de l'Acadie.

### Faune et flore
Le Grand-Pré borde la rivière Scoudouc, près du centre du village. Scoudouc est bordée à l'est par le bois de l'Aboujagane, qui fait environ 1 000 km2. Sa proximité fait que de nombreux oiseaux, amphibiens et mammifères peuvent être observés. Un autre bois plus petit s'étend de l'ouest de Scoudouc jusqu'à l'autoroute 15.

### Géologie
Le sous-sol de Scoudouc est composé de roches sédimentaires du groupe de Pictou datant du pennsylvanien. Ces roches composent la plus grande partie de l'est de la province.
Le sol de Scoudouc est réputé être le plus fertile du comté de Westmorland.

### Climat
| Données climatologiques de Scoudouc                                                                                      | Données climatologiques de Scoudouc | Données climatologiques de Scoudouc | Données climatologiques de Scoudouc | Données climatologiques de Scoudouc | Données climatologiques de Scoudouc | Données climatologiques de Scoudouc | Données climatologiques de Scoudouc | Données climatologiques de Scoudouc | Données climatologiques de Scoudouc | Données climatologiques de Scoudouc | Données climatologiques de Scoudouc | Données climatologiques de Scoudouc | Données climatologiques de Scoudouc | Données climatologiques de Scoudouc |
| Température | Température                         | Température                         | Température                         | Température                         | Température                         | Température                         | Température                         | Température                         | Température                         | Température                         | Température                         | Température                         | Température                         | Température                         |
| Mois | Jan                                 | Fév                                 | Mar                                 | Avr                                 | Mai                                 | Jui                                 | Jui                                 | Aoû                                 | Sep                                 | Oct                                 | Nov                                 | Déc                                 |                                     | Moyenne                             |
| --- | ----------------------------------- | ----------------------------------- | ----------------------------------- | ----------------------------------- | ----------------------------------- | ----------------------------------- | ----------------------------------- | ----------------------------------- | ----------------------------------- | ----------------------------------- | ----------------------------------- | ----------------------------------- | ----------------------------------- | ----------------------------------- |
| Maximum extrême (°C) | 16                                  | 15                                  | 19                                  | 28                                  | 34                                  | 34                                  | 36                                  | 37                                  | 33                                  | 26                                  | 23                                  | 18                                  |                                     |                                     |
| Maximum quotidien (°C)                                                                                                   | -4                                  | -3                                  | 2                                   | 8                                   | 16                                  | 21                                  | 24                                  | 24                                  | 19                                  | 12                                  | 6                                   | -1                                  |                                     | 10,4                                |
| Moyenne (°C) | -9                                  | -8                                  | -3                                  | 3                                   | 10                                  | 15                                  | 19                                  | 18                                  | 13                                  | 7                                   | 1                                   | -6                                  |                                     | 5,1                                 |
| Minimum quotidien (°C)                                                                                                   | -14                                 | -13                                 | -8                                  | -2                                  | 4                                   | 9                                   | 13                                  | 12                                  | 7                                   | 2                                   | -3                                  | -10                                 |                                     | -0.3                                |
| Minimum extrême (°C) | -32                                 | -32                                 | -27                                 | -16                                 | -6                                  | -2                                  | 1                                   | 1                                   | -3                                  | -1                                  | -17                                 | -29                                 |                                     |                                     |
| Précipitations et heures d'ensoleillement                                                                                |                                     |                                     |                                     |                                     |                                     |                                     |                                     |                                     |                                     |                                     |                                     |                                     |                                     |                                     |
| Mois | Jan                                 | Fév                                 | Mar                                 | Avr                                 | Mai                                 | Jui                                 | Jui                                 | Aoû                                 | Sep                                 | Oct                                 | Nov                                 | Déc                                 |                                     | Total                               |
| Total mm | 109                                 | 81                                  | 103                                 | 90                                  | 99                                  | 94                                  | 100                                 | 76                                  | 92                                  | 100                                 | 97                                  | 106                                 |                                     | 1144                                |
| Pluie (mm) | 42                                  | 28                                  | 42                                  | 58                                  | 93                                  | 94                                  | 100                                 | 76                                  | 92                                  | 96                                  | 77                                  | 52                                  |                                     | 849                                 |
| Chutes de neige (cm) | 67                                  | 53                                  | 61                                  | 32                                  | 5                                   | 0                                   | 0                                   | 0                                   | 0                                   | 4                                   | 20                                  | 54                                  |                                     | 295                                 |
| Heures d'ensoleilement                                                                                                   | 115                                 | 124                                 | 139                                 | 158                                 | 205                                 | 229                                 | 248                                 | 244                                 | 167                                 | 142                                 | 103                                 | 95                                  |                                     | 1971                                |
| Données recueillies à l'aéroport international du Grand Moncton par Environnement Canada. Données allant de 1971 à 2000. |                                     |                                     |                                     |                                     |                                     |                                     |                                     |                                     |                                     |                                     |                                     |                                     |                                     |                                     |

## Histoire
Scoudouc est situé dans le territoire historique des Micmacs, plus précisément dans le district de Sigenigteoag, qui comprend l'actuel côte Est du Nouveau-Brunswick, jusqu'à la baie de Fundy.
Scoudouc fut fondé en 1809 par 11 familles en provenance de Minoudie mais surtout de Memramcook, où le refus de Desbarres à donner leur titres de propriété aux habitants en avait poussé certains à quitter les lieux. Le 6 mai 1815, 6000 arpents de terres furent officiellement accordés aux propriétaires, maintenant aux nombre de 15, soit David Melanson, Mathurin Comeau, Pierre Melanson senior, Dominique Melanson, Fabien Melanson, Laurent Bourque, Maximin Leblanc, Laurent Melanson, François Comeau, Jean Leblanc, François Léger, John Melanson, Pierre Babin, Romain Melanson et Pierre Bourque.
Pendant trois décennies, le village fut visité par des missionnaires catholiques en provenance de Memramcook et les messes étaient célébrées dans les résidences. La construction d'une église en pierre commença en 1846 pour se terminer un an plus tard.
La paroisse Saint-Jacques-le-Majeur fut fondée en 1907 et son premier prêtre résident fut Charles-Alphonse Hudon. Un presbytère fut construit en 1908.
La nouvelle église Saint-Jacques-le-Majeur fut construite entre 1909 et 1910, selon les plans de l'architecte René Fréchette, de Moncton.
En 1860, le chemin de fer European and North American inaugura la ligne Saint-Jean - Pointe-du-Chêne, qui passait par Scoudouc. La portion entre Pointe-du-Chêne et Scoudouc fut démantelée dans les années 1980.
Au début du XXe siècle, de plus en plus de jeunes de Scoudouc allèrent travailler pour le chemin de fer Intercolonial, à Moncton. En 1914, les trois-quarts de la population y travaillaient.
Scoudouc fut l'un des premiers villages touchés par la grippe espagnole, qui y fit 16 morts à l'automne 1918.
L'électricité est arrivée pour la première fois au village pour Noël 1926, en provenance de la centrale hydroélectrique de Musquash.
La caisse populaire de Scoudouc a ouvert ses portes en 1948. Elle ferme finalement ses portes en novembre 2011.

## Chronologie municipale

Évolution territoriale de la paroisse de Shédiac après 1966.

1809 : fondation de Scoudouc, qui fait alors partie de la paroisse de Westmorland, dans le comté de Westmorland.
1827 : création de la paroisse de Shédiac, comprenant Scoudouc, à partir de sections des paroisses de Dorchester, Sackville et Westmorland.
1966 : abolition des gouvernements de comté. La paroisse de Shédiac devient le district de services locaux de la paroisse de Shédiac. Le DSL de Scoudouc est ensuite formé à partir de portions de la paroisse de Shédiac et d'une petite portion de la paroisse de Moncton.

## Administration

### Comité consultatif
En tant que district de services locaux, Scoudouc est administré directement par le Ministère des Gouvernements locaux du Nouveau-Brunswick, secondé par un comité consultatif élu composé de cinq membres dont un président. Il n'y a actuellement aucun comité consultatif.
| Période                                  | Période | Identité     | Étiquette | Qualité |
| ---------------------------------------- | ------- | ------------ | --------- | ------- |
| 200?                                     |         | Claude Soucy |           |         |
|                                          |         |              |           |         |
| Les données manquantes sont à compléter. |         |              |           |         |

### Commission de services régionaux
Scoudouc fait partie de la Région 7, une commission de services régionaux (CSR) devant commencer officiellement ses activités le 1er janvier 2013. Contrairement aux municipalités, les DSL sont représentés au conseil par un nombre de représentants proportionnel à leur population et leur assiette fiscale. Ces représentants sont élus par les présidents des DSL mais sont nommés par le gouvernement s'il n'y a pas assez de présidents en fonction. Les services obligatoirement offerts par les CSR sont l'aménagement régional, l'aménagement local dans le cas des DSL, la gestion des déchets solides, la planification des mesures d'urgence ainsi que la collaboration en matière de services de police, la planification et le partage des coûts des infrastructures régionales de sport, de loisirs et de culture; d'autres services pourraient s'ajouter à cette liste.

### Représentation et tendances politiques
Nouveau-Brunswick: Scoudouc fait partie de la circonscription provinciale de Memramcook-Lakeville-Dieppe, qui est représentée à l'Assemblée législative du Nouveau-Brunswick par Bernard Leblanc, du Parti libéral. Il fut élu en 2006 et réélu en 2010.
 Canada: Scoudouc fait partie de la circonscription fédérale de Beauséjour. Cette circonscription est représentée à la Chambre des communes du Canada par Dominic LeBlanc, du Parti libéral.

## Démographie
Le DSL comptait 1 095 habitants en 2006, comparativement à 1047 en 2001, soit une hausse de 4,6 %. Il y avait 448 logements privés, dont 433 occupés par des résidents habituels.
| 2001  | 2006  | 2011  | 2016  |
| ----- | ----- | ----- | ----- |
| 1 047 | 1 095 | 1 072 | 1 084 |

## Économie
Entreprise Sud-Est, membre du Réseau Entreprise, a la responsabilité du développement économique.
Scoudouc est doté d'un important parc industriel, situé sur un ancien terrain d'aviation de la Défense nationale du Canada. Le parc appartient désormais à Entreprises Nouveau-Brunswick.

## Vivre à Scoudouc
Scoudouc est accessible par la route 132 et les autoroutes 2, 11 et 15. Le village est le terminus est de la ligne Saint-Jean - Pointe-du-Chêne, sur laquelle le Canadien National opère des trains de marchandises.
Les villes voisines de Dieppe, Moncton et Shédiac disposent de plusieurs établissements d'enseignement, hôpitaux et bibliothèques.
Scoudouc possède un comptoir postal. Le détachement de la Gendarmerie royale du Canada le plus proche est situé à Shédiac.
Les francophones bénéficient du quotidien L'Acadie nouvelle, publié à Caraquet, ainsi que des hebdomadaires L'Étoile, de Dieppe, et Le Moniteur acadien, de Shédiac. Les anglophones bénéficient quant à eux des quotidiens Telegraph-Journal, publié à Saint-Jean et Times & Transcript, de Moncton.

### Religion
L'église Saint-Jacques-le-Majeur est une église catholique romaine faisant partie de l'archidiocèse de Moncton.
Liste des curés:
- 1907-1915: Charles-Alphonse Hudon
- 1916-1940: Joseph-Aquila L'Archevêque
- 1940-1948: Philippe Hébert
- 1948-1961: Cajetan Poirier
- 1961-1972: Alfred Cormier
- 1972-19??: Edvard Belliveau

## Culture
Le culte de la Vierge Marie était particulièrement important à Scoudouc. Celle-ci serait apparue à plusieurs reprises en 1893 à l'école de Dorchester-Crossing. Une statue a été installée sur la grand route pour commémorer cet événement. Philéas-Frédéric Bourgeois, un prêtre catholique, professeur et écrivain, écrivit en 1896 la première étude ethnologique acadienne sur cette série d’apparitions.

### Personnalités
- Honoré H. Melanson (Scoudouc, 9 mars 1876 - Pointe-du-Chêne, 19??), vice-président du Canadien National, président de l'American Association of Passenger Traffic Officers et commandeur de l'Ordre de Saint-Grégoire-le-Grand ;
- Nathalie Melanson (1842-1923), mystique, morte à Scoudouc.

### Scoudouc dans la culture
Scoudouc fait l'objet d'un poème dans le recueil de poésie La terre tressée, de Claude Le Bouthillier.
En 1974, Herménégilde Chiasson a écrit un recueil de poèmes intitulé Mourir à Scoudouc, publié aux Éditions d'Acadie.